# فوغينغ (النمسا العليا)
فوكينغ (النمسا العليا) (بالإنجليزية: Fucking, Austria)‏ هي قرية تقع في تراسدورف في النمسا. يقدر عدد سكانها بـ 104 نسمة .

## التسمية
أصبحت فاكينغ معلما سياحيا بسبب اسمها الذي اشتق اصلا من «فوكو» الذي هو اسم أحد النبلاء، ولكن للأسف هذا الاسم مطابق لكلمة نابية في اللغة الانجليزية. تعرضت لوحات هذه المدينة للسرقة عدة مرات بسبب اسمها إلى أن تم تركيب لوحات مضادة للسرقة، علما بأن كل لوحة مسروقة كلفت المدينة 300 يورو.